# Cleora colorata
Cleora colorata är en fjärilsart som beskrevs av W. Warren 1898. Cleora colorata ingår i släktet Cleora och familjen mätare. Inga underarter finns listade i Catalogue of Life.